# 任长霞
- 關於2005年上映的据此事例改编的同名电影，請見「任长霞 (电影)」。
- 關於2005年播出的据此事例改编的同名电视剧，請見「任长霞 (电视剧)」。

任长霞（1964年2月8日—2004年4月15日），一级警督，已故登封市公安局党委书记、局长，2004年感动中国年度人物。

## 生平
- 1964年2月8日，任长霞出生在河南省郑州市的一个工人家庭。
- 2001年4月11日，被上级任命为河南省登封市公安局党委书记、局长。在担任登封市公安局局长期间，屡破要案，赢得了当地百姓的敬重。[2]
- 2004年4月14日20时40分，因公经郑少高速公路从郑州返回登封途中发生车祸，因受重伤随即被送往郑州市中心医院抢救，经过4个小时紧急抢救，终因伤势过重，不幸因公殉职。[1]

## 去世后
任长霞死后，二十万登封民众自发前往葬礼现场送别任长霞。有人认为任长霞死亡的原因存在诸多疑点，并非单纯的交通事故，而是由黑社会和腐败官员所为。
新密市人民检察院指控被告人王某军犯交通肇事罪，于2004年6月21日向新密市人民法院提起公诉。经法院审理查明：被告人王某军于4月14日20时30分左右，驾驶本田轿车，沿郑州至少林寺高速公路由东向西行至280桥东190米处时，因超速行驶，与同一方向行驶的解放货车追尾相撞，造成坐在本田车内的任长霞受伤后经医院抢救无效去世。经郑州市公安局交巡警支队认定，王某军负事故主要责任。法院判决被告人王某军交通肇事罪有期徒刑一年。

## 相关影视作品
- 电影《任长霞》，于2005年上映，张瑜饰任长霞。
- 电视剧《任长霞》，于2005年播出，导演沈好放，刘佳饰任长霞。